# Camera dei delegati della Virginia Occidentale
La Camera dei delegati della Virginia Occidentale è, insieme al Senato, una delle due camere che compongono la Legislatura della Virginia Occidentale. Essa si riunisce nel Campidoglio dello Stato della Virginia Occidentale.
La Camera è composta da 100 rappresentanti, eletti ogni due anni. Non sono presenti vincoli sul numero di mandati.